# Menemerus fasciculatus
Menemerus fasciculatus är en spindelart som beskrevs av Pelegrín Franganillo Balboa 1930. 
Menemerus fasciculatus ingår i släktet Menemerus och familjen hoppspindlar. Inga underarter finns listade i Catalogue of Life.